# 国鉄C93形コンテナ
国鉄C93形コンテナ（こくてつC93がたコンテナ）は、かつて日本国有鉄道（国鉄）が保有した、鉄道輸送用一種規格（約13 ft）有蓋コンテナである。

## 概要
国鉄は1968年（昭和43年）度にクロスバー交換機専用屋根開閉式有蓋コンテナを開発製造した。形式名はC93形と定められ、日立製作所にて2個製作されたが形態は同一ではなく微妙に異なる。日立製作所製の国鉄コンテナは本形式のみである。クレーン荷役対応形コンテナであり下吊り方式であった。全長は2,350 mm（約13 ft）と他のコンテナとは異なるため緊締装置は2か所に設置された。屋根は開閉式であり、その構造はC93 1とC93 2では異なり以下記述する。
C93 1
C91形コンテナに類似した構造であり、屋根は長手方向3分割のクレーン使用による取り外し可能構造である。寸法関係は全長3,950 mm、全幅2,296 mm、全高2,350 mm、荷重3 t、自重1.8 t、容積14.1 m3である。
C93 2
屋根は一体構造のクレーン使用による取り外し可能構造である。寸法関係は全長3,950 mm、全幅2,296 mm、全高2,350 mm、荷重3 t、自重1.7 t、容積14.8 m3である。
クロスバー交換機を製造した日本電気相模原工場から全国へ向け運用されたが、運用期間はわずかであった。2個とも1986年（昭和61年）度に廃止され形式消滅した。